# Mark Milhofer
Mark Milhofer is een Engelse tenor die zijn carrière begon in Italië en heeft opgetreden in grote internationale operahuizen. Naast het standaardrepertoire heeft Milhofer opgetreden in historisch geïnformeerde uitvoeringen zoals Monteverdi's L'incoronazione di Poppea, in 20e-eeuwse opera's van Benjamin Britten en Gian Carlo Menotti, en in premières van nieuwe opera's.

## Carrière
Milhofer is geboren in Engeland en studeerde zang aan het Magdalen College in Oxford. Hij zette daarna zijn opleiding voort aan de Guildhall School of Music in Londen. Hij trad op als Giannetto in Rossini's La gazza ladra bij de British Youth Opera en werd vervolgens uitgenodigd om te studeren bij Renata Scotto en Leyla Gencer in Italië. Zijn internationale debuut maakte hij in het Teatro Regio in Parma, in Rossini's La Cenerentola. Ook verscheen hij in Cimarosa's Il matrimonio segreto, Don Pasquale van Donizetti, La scala di seta en Il Turco in Italia van Rossini, en La Rondine van Puccini. Daarnaast heeft hij opgetreden in 20e-eeuwse opera's zoals Brittens Billy Budd, The Turn of the Screw en Curlew River (in de rol van de Madwoman), en als de tovenaar in Menotti's The Consul. Hij nam deel aan de wereldpremières van Marcello Panni's The Banquet, Marco Tutino's Federico II en Alessandro Solbiati's Leggenda. 
Milhofer speelde hoofdrollen in operahuizen in Europa, zoals Belmonte in Mozarts Die Entführung aus dem Serail in het Landestheater Salzburg en in Rennes, Ramiro in La Cenerentola in Bern, en Almaviva in Rossini's Il barbiere di Siviglia in de Graz Opera. Eveneens trad hij op in de rol van Ferrando in Giorgio Strehlers enscenering van Mozarts Così fan tutte in Peking en Moskou. 
In 2017 trad hij op in een productie van Monteverdi's L'incoronazione di Poppea voor de heropening van de Staatsoper Unter den Linden in Berlijn, met Eva Höckmayr als regisseur en Diego Fasolis als dirigent. In deze opera speelde hij Arnalta, de verpleegster van Poppea, naast onder andere Anna Prohaska als Poppea en Max Emanuel Cencic als Nerone. Hij was hierin verkleed als een parodie van butler Riff Raff in The Rocky Horror Picture Show, en een recensent noemde zijn optreden de verrassing van de avond, waarbij in het bijzonder de eenheid van zijn stem en karakter in komische en tragische scènes werd opgemerkt. 
In concerten zong Milhofer Brittens Serenade voor tenor, hoorn en strijkers in Rome en Parma, Orffs Carmina Burana in het Staatstheater am Gärtnerplatz, in Zagreb, Monte-Carlo en Rome, Rossini's Petite messe solennelle op het Aldeburgh Festival, en Händels Judas Maccabeus op The Proms met The King's Consort. 